# Patalene meticulata
Patalene meticulata är en fjärilsart som beskrevs av Achille Guenée 1858. Patalene meticulata ingår i släktet Patalene och familjen mätare. Inga underarter finns listade i Catalogue of Life.